# Umm Kulthum
Umm Kulthum (arabisk: أم كلثوم, født أم كلثوم إبراهيم البلتاجي , Umm Kulthum Ebrahim Elbeltagi; se kunya; egyptisk arabisk: Om Kalsoum) (31. december 1898 – 3. februar 1975). Forskellige stavemåder inkluderer Om Koultoum, Om Kalthoum, Oumme Kalsoum og Umm Kolthoum. Hun var en egyptisk sanger, sangskriver og skuespiller. Hun blev født i landsbyen Tamay ez-Zahayra, der tilhører El Senbellawein, og er kendt som Østens stjerne (kawkab el-sharq). Mere end tre årtier efter hendes død betragtes hun stadig af mange som den bedste kvindelige sanger i arabisk musiks historie.